# My Old Ass
My Old Ass is een Canadees-Amerikaanse komische sciencefictionfilm uit 2024, geschreven en geregisseerd door Megan Park. De hoofdrollen worden vertolkt door Maisy Stella, Aubrey Plaza, Percy Hynes White en Maddie Ziegler.

## Verhaal
De Canadese tiener Elliott beleeft een paddotrip terwijl ze met vrienden bij het kampvuur zit. Haar negenendertig jaar oude zelf komt naast haar zitten en geeft haar tips voor het leven. Haar grootste tip is: vermijd een kerel genaamd Chad. Geen probleem, lijkt Elliott te denken, omdat ze alleen op meisjes valt. Als ze het op een bepaald ogenblik toch heel gezellig met Chad heeft, wordt het lastiger dan zij verwachtte en moet ze terug de hulp inroepen van haar oudere ik.

## Rolverdeling
| Acteur            | Personage         |
| ----------------- | ----------------- |
| Maisy Stella      | de jonge Elliott  |
| Aubrey Plaza      | de oudere Elliott |
| Percy Hynes White | Chad              |
| Maddie Ziegler    | Ruthie            |

## Productie
In maart 2022 werd aangekondigd dat Megan Park haar tweede speelfilm zou schrijven en regisseren, een coming-of-agekomedie getiteld My Old Ass, met LuckyChap Entertainment en Indian Paintbrush als producenten. Tyler Hilton en Jaco Caraco componeerden de filmmuziek.

### Filmopnames
De filmopnames gingen van start op 15 augustus 2022 in Muskoka Lakes, Ontario, Canada, en werden afgerond in oktober 2022.

## Release en ontvangst
My Old Ass ging op 20 januari 2024 in première op het Sundance Film Festival in de "Premieres"-sectie. Maddie Ziegler ontving op het festival de "Breakthrough Artist"-prijs van Variety en Golden Globe. Amazon MGM Studios verwierf de distributierechten voor de film, die op 13 september 2024 een beperkte bioscooprelease kreeg in de Verenigde Staten alvorens op Prime Video te worden gestreamd. De film werd ook geselecteerd als de openingsfilm van het Leiden International Film Festival op 10 oktober 2024.
De film kreeg overwegend positieve kritieken van de filmcritici, met een score van 90% op Rotten Tomatoes, gebaseerd op 186 beoordelingen.